# Шахатов, Латип
Латип Шахатов (каз. Ләтип Шахатов; 1 мая 1929 год — 20 марта 1980 года) — дорожный мастер Гурьевской дистанции пути Казахской железной дороги, Казахская ССР. Герой Социалистического Труда (1976).

## Биография
Латип Шахатов родился 1 мая 1929 года в населенном пункте Эмба Эмбинского района Гурьевской области. Казах.
Трудовую деятельность начал в 1944 году рабочим по ремонту железнодорожного узла Гурьевской железнодорожной сети. Затем был бригадиром, затем окончил спецкурс и работал дорожным мастером.
В 1980 году, в связи с подключением Гурьевского путевого узла № 13 к системе Западно-Казахстанских железных дорог, работал дорожным мастером в отделе ПЧ-13.
Прилагая все усилия и опыт в кропотливой и ответственной работе, команда ремонтников, находящихся в его ведении, всегда могла начать качественную, организованную работу, не допуская препятствования государственным перевозкам.

## Награды
В 1966 году был награжден орденом Трудового Красного Знамени, несколькими медалями, грамотами.
В 1971 году удостоен звания Почетного железнодорожника.
Указом Президиума Верховного Совета СССР от 5 марта 1976 года удостоен звания Героя Социалистического Труда с вручением Ордена Ленина и золотой медали Серп и Молот.